# Harold Mayne-Nicholls
Harold Alfred Mayne-Nicholls Sécul (IPA: hærəld mæin nitʃolls), (Antofagasta, Čile, 27. srpnja 1961.) je čileanski novinar i administrator čileanskog nogometa. Igrao je važnu ulogu kao predsjednik ANFP-a, čileanskog nogometnog saveza (2007. – 2011.) i kao Fifin dužnosnik u raznim službama od 1994. do 2012. godine.
Engleskog (kornskog) je i hrvatskog podrijetla.
Prije ulaska u nogometno dužnosništvo, bavio se je športskim novinarstvom i fotografijom. Pisao je u raznim tiskovinama, kao što su časopis La Cuarta i športske revije Triunfo i Minuto 90. 1991. je godine radio kao šef za tisak za Copu Américu 1991. koja je bila u Čileu.
Na mjestu čelnika ANFP-a zamijenio ga je Sergio Jadue studenoga 2010. godine.